# 祝圣寺 (衡山)
衡山祝圣寺，位于湖南省衡阳市衡山上。汉族地区佛教全国重点寺院之一。

## 简介
祝圣寺由唐代高僧承远始建于天宝初年。建筑风格古朴庄重、幽静肃穆。其中轴线由山门、天王殿（关帝殿）、大雄宝殿、说法堂、方丈室等建筑组成，共五进。天王殿内祀关羽神像。之后大雄宝殿，供奉三尊金身佛像。再往后为说法堂，用来由高僧演说佛法，说法堂左厢为药师殿，右厢为观音堂。最后为方丈室，方丈室右厢是罗汉堂。

## 图集
- 药师佛像（右）, 释迦牟尼（中），阿弥陀佛（左）
- 毗卢遮那佛像
- 天王殿
- 罗汉堂
- 禅堂